# Acinonyx pardinensis
Acinonyx pardinensis là một loài báo từng sinh sống tại châu Âu từ thế Pliocene đến Pleistocene.

## Tham khảh
1. ↑  “Acinonyx pardinensis Croizet & Joubert, 1928”. www.gbif.org (bằng tiếng Anh). Truy cập ngày 28 tháng 8 năm 2022.
2. ↑  “Fossilworks: Acinonyx pardinensis”. www.fossilworks.org. Bản gốc lưu trữ ngày 13 tháng 12 năm 2021. Truy cập ngày 28 tháng 8 năm 2022.